# 伝書
伝書（でんしょ、傳書）とは、日本の芸道などにおいて芸術や武術の流派の奥義や秘伝を記した写本や本である。
伝書は、今日的に言えば、一種の教科書、マニュアルとも言えるが、その内容は初心者向けや一般向けに書かれたものではない。主にその流派の形の名、口伝、奥義や秘伝を記し、師匠が流派の後継者、あるいは目録、免許を与えた者に限って授けるような書物である。また空手道の糸東流のようにあらたに伝書を作成し伝えることも行われる。

## 主な伝書
- 風姿花伝
- 兵法家伝書
- 五輪書
- 茶経